# Europajazz Festival
L'europajazz ou europa[djaz] est un festival de jazz organisé au Mans, dans la Sarthe, en France. Il propose tout au long de l’année, — de 1980 à sa dernière édition en 2022 — des temps forts aux Pays de la Loire : concerts, tournées, actions musicales, et rencontres/stages/ateliers. Le final avait toujours lieu en mai et se déroulait principalement à l’Abbaye Royale de l’Épau, à Yvré-l'Évêque, avec plus de 30 concerts.

## Histoire
Le festival est créé en mai 1980 sous le nom de Le Mans Jazz Festival, puis est rebaptisé Europa Jazz Festival du Mans en 1985, avant d'être rebaptisé définitivement Europajazz en 2019. L'Europajazz se « démultiplie » au fil des ans, et propose ainsi, en 2017, plus de 110 concerts par saison, sur six départements[Lesquels ?], deux régions (Pays-de-la-Loire et Normandie), 30 villes et 60 scènes différentes.
En 2023, les difficultés financières placent l'association organisatrice en liquidation judiciaire. Cet événement sonne le glas du festival, dont la dernière édition a lieu en 2022,.

## Programmation
Le festival a notamment accueilli :
- Louis Sclavis
- Médéric Collignon
- David Murray
- Enrico Rava
- Christian Vander
- Joëlle Léandre
- Daniel Mille
- Henri Texier
- François Corneloup
- Willem Breuker
- Eddy Louiss
- Michel Portal
- Bernard Lubat
- Didier Lockwood
- Archie Shepp
- Didier Levallet
- Elvin Jones
- Dominique Pifarély
- Joe McPhee
- Jan Garbarek
- Richard Galliano
- Paco de Lucía
- John McLaughlin
- Daniel Humair
- Andy Emler
- Aldo Romano
- Steve Lacy
- Nina Simone
- Joachim Kühn
- Jean-François Jenny-Clark
- Martial Solal
- Dee Dee Bridgewater
- Carla Bley
- Marc Perrone
- Keith Tippett
- Hélène Labarrière
- Erik Truffaz
- Bojan Z
- Brad Mehldau